# 阿爾巴尼亞希臘禮天主教南阿爾巴尼亞宗座署理區
阿爾巴尼亞希臘禮天主教南阿爾巴尼亞宗座署理區（拉丁語：Administratio Apostolica Albaniae Meridionalis）是羅馬天主教在阿爾巴尼亞的一個教區，屬地拉那-都拉斯總教區。
總教區範圍包括阿爾巴尼亞南部共六州，教座位於非夏爾。2010年有教友3,558人（佔轄區人口0.2%）、八個堂區、十三名司鐸。現任宗座署理為希爾·卡巴希。
1939年11月11日設立，受斯庫台-普爾特總教區管轄。2005年1月7日轉為地拉那-都拉斯總教區管轄。